# Schoenotenes centroicta
Schoenotenes centroicta is een vlinder uit de familie van de bladrollers (Tortricidae). De wetenschappelijke naam van de soort is voor het eerst geldig gepubliceerd in 1960 door Alexey Diakonoff.

## Type
- holotype: "female"
- instituut: RMNH, Leiden, Nederland
- typelocatie: "New Guinea, Northeast New Guinea, Hunsteinspitze"